# Schlosswallhalle
Die Schlosswallhalle (alternative Schreibweise: Schloßwallhalle) oder Sporthalle am Schlosswall (alternative Schreibweise: Sporthalle am Schloßwall) ist eine städtische Sporthalle im Zentrum von Osnabrück.

## Geschichte
Der Bau der ersten Schlosswallhalle wurde auf Anregung des Pädagogen und städtische Oberturnlehrers Julius Schurig initiiert, da eine bereits 1862 auf den Ratswiesen errichtete Fachwerk-Turnhalle dem sich stetig ausweitenden Schul- und Vereinssport der wachsenden Stadt nicht mehr gerecht werden konnte.
Die nach den Plänen des Stadtbaurats Emil Hackländer im Tudorstil errichtete Halle ist daraufhin im Oktober 1873 eröffnet worden. Sie diente später als Blaupause für zahlreiche ähnliche Bauten in ganz Norddeutschland, unter anderem in Bremen und Hamburg. 1882 bezog der Osnabrücker Turnerbund die Halle.
Nach dem Zweiten Weltkrieg wurde die zerstörte Halle 1952/1953 neu gebaut. Das Hallendach wurde in Form einer Spannbetonkonstruktion errichtet, die ohne Stützen auskam.
Von Ende der 1950er bis Anfang der 1970er Jahre war die Halle die Heimspielstätte der Basketball-Herrenmannschaft des VfL Osnabrück, die zu dieser Zeit erstklassig spielte. Die Spiele wurden in der Schlosswallhalle von bis zu 2200 Zuschauern verfolgt. Im Jahr 1966 fand die 34. Deutsche Tischtennis-Meisterschaft in der Schlosswallhalle statt. 1982 war die Halle einer der Austragungsorte der Handball-Weltmeisterschaft der Männer. In den 1980er Jahren trug der Basketball-Bundesligist BC Giants Osnabrück seine Heimspiele in der Halle aus. Bis zum Umzug in die Kikxxlarena war die Schlosswallhalle außerdem die Heimspielstätte der Basketball-Herrenmannschaft GiroLive-Ballers Osnabrück.
Im Jahr 2010 stand ein Neubau oder eine Sanierung des mittlerweile fast 50 Jahre alten Hallengebäudes zur Debatte. Nachdem eine Untersuchung ergab, dass die Tragfähigkeit der Spannbetonkonstruktion des Daches noch gegeben ist, wurde die Halle zwischen 2012 und 2014 für 7,3 Mio. Euro saniert. Seitdem fasst sie bis zu 1400 Zuschauer, davon 700 auf der Sitzplatztribüne.

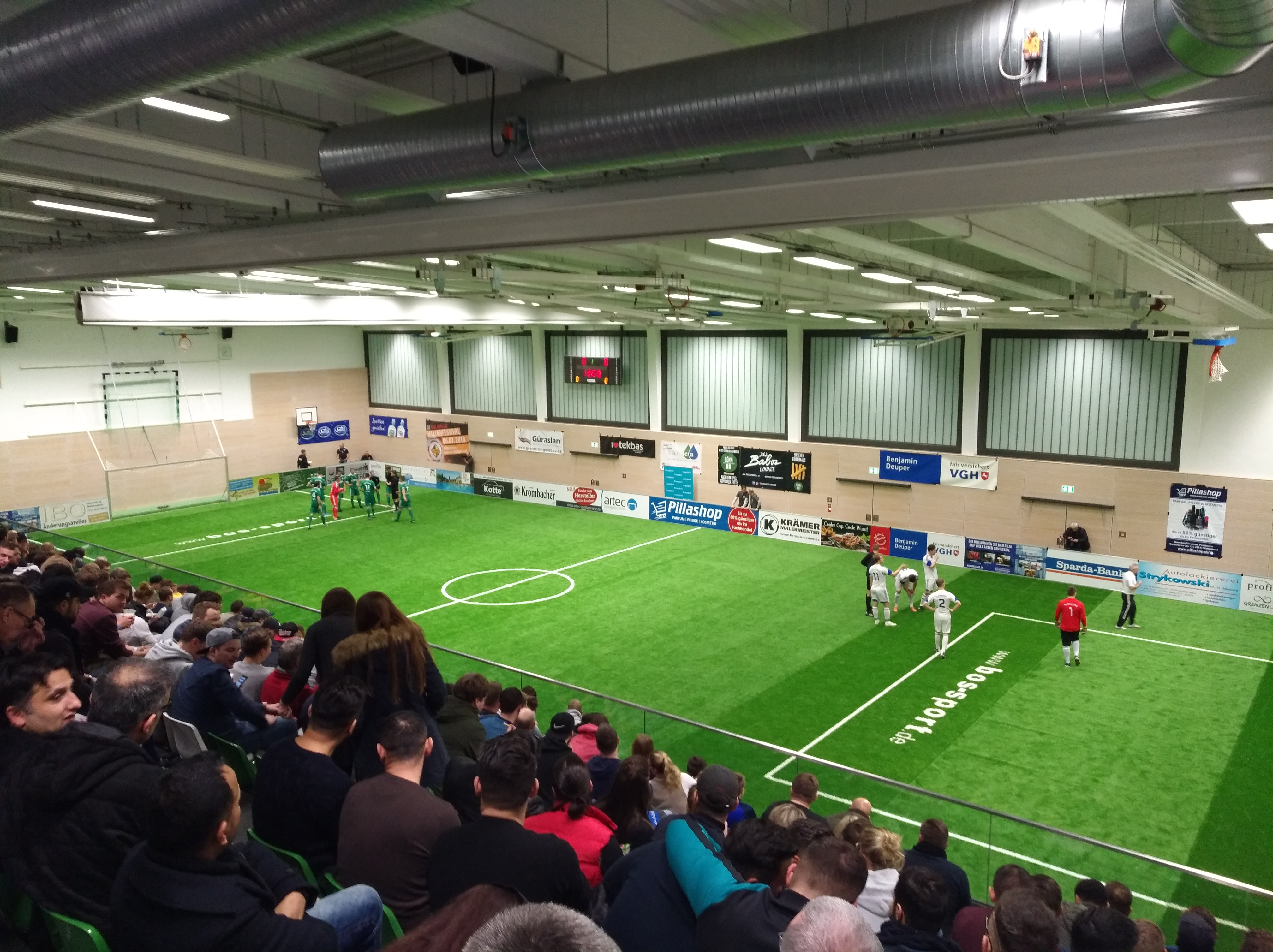
Innenraum während des Addi-Vetter-Cups 2017

Jährlich wird das Hallenfußballturnier Addi-Vetter-Cup mit lokalen Fußballmannschaften ausgetragen. Außerdem wird die Halle durch diverse Sportvereine und Schulen genutzt.
Im Zuge der COVID-19-Pandemie wurde die Schlosswallhalle zwischen dem 15. Dezember 2020 und dem 31. Oktober 2021 als Impfzentrum für Impfungen gegen SARS-CoV-2 genutzt und war in dieser Zeit nicht für den Sport nutzbar. Zwischen dem 28. Dezember 2020 und dem 25. September 2021 wurden 124.547 Impfungen durchgeführt.
Die Schlosswallhalle ist die Heimspielstätte der 1. Basketball-Damenmannschaft des BBC Black Bulls Osnabrück, die seit der Saison 2023/24 in der 2. Damen-Basketball-Bundesliga spielt.

## Lage und Verkehrsanbindung
Die Schlosswallhalle liegt auf einem Grundstück zwischen den Straßen Schloßwall, Schnatgang und Heinrichstraße im Osnabrücker Stadtteil Wüste, an der Grenze zur Innenstadt. Gegenüber der Sporthalle befindet sich das Veranstaltungsgebäude OsnabrückHalle (ehemals Stadthalle Osnabrück).
Die direkt vor der Halle verlaufende Hauptverkehrsstraße Schloßwall ist Teil des Osnabrücker Wallrings und als Bundesstraße 68 gewidmet. Der über die Heinrichstraße erreichbare öffentliche Parkplatz hinter der Halle verfügt über 48 Pkw- und sieben Wohnmobilstellplätze. Weitere Parkmöglichkeiten existieren wenige hundert Meter entfernt im Bereich Ledenhof/Kamp. Die nächsten Bushaltestellen sind Arndtplatz und Universität/OsnabrückHalle mit diversen Linien.